# Rheubarbariboletus
Rheubarbariboletusè un genere di funghi basidiomiceti della famiglia Boletaceae.

## Tassonomia
- Rheubarbariboletus armeniacus
- Rheubarbariboletus persicolor